# Брошнів-Осадська селищна територіальна громада
Брошнів-Осадська селищна громада — територіальна громада в Україні, в Калуському районі Івано-Франківської області. Адміністративний центр — селище Брошнів-Осада.
Площа громади — 94,0 км², населення — 11 246 осіб (2020).

## Історія громади
Утворена 30 липня 2017 року шляхом об'єднання Кадобнянської сільської ради Калуського району та Брошнів-Осадської селищної ради, Креховицької сільської ради Рожнятівського району.
3 серпня 2018 року внаслідок добровільного приєднання до громади приєдналася Брошнівська сільська рада Рожнятівського району.
4 грудня 2019 року відкрито Центр надання адміністративних послуг, створений за підтримки Програми «U-LEAD з Європою».
10 грудня 2020 року до складу громади увійшла Раківська сільська рада Долинського району.

## Населені пункти
У складі громади 1 селище (Брошнів-Осада) і 4 села:
- Брошнів
- Кадобна
- Креховичі
- Раків